# 大帽山耳草
大帽山耳草（学名：Hedyotis bodinieri）为茜草科耳草属下的一个种。

## 扩展阅读
- 維基物種上的相關：大帽山耳草